# Bergamino
Il Bergamino è un liquore calabrese tipico di Reggio Calabria, prodotto con le scorze di bergamotto.Creato e commercializzato per la prima volta nell'anno 1995 dall'azienda Sol.Mar. Srl, in Catona di Reggio Calabria. Il liquore è ottenuto macerando per alcuni giorni nell'alcool la scorza del bergamotto.
Il bergamotto deve essere di colore giallo-verde per dare il miglior risultato; il periodo più idoneo per la preparazione del liquore è dicembre-gennaio.
L'infusione viene filtrata e viene miscelata con uno sciroppo ottenuto con acqua e zucchero.
Si consuma generalmente fresco (o meglio ancora ghiacciato) per meglio gustarne l'aroma, come dopo pasto oppure per la preparazione di dolci e gelati.